# Cerianthus tenebrarum
Cerianthus tenebrarum is een Cerianthariasoort uit de familie van de Cerianthidae. De wetenschappelijke naam van de soort is voor het eerst geldig gepubliceerd in 1893 door Alcock.